# Liste der Monuments historiques in Thénac (Charente-Maritime)
Die Liste der Monuments historiques in Thénac (Charente-Maritime) führt die Monuments historiques in der französischen Gemeinde Thénac auf.

## Liste der Bauwerke
| Bezeichnung             | Beschreibung | Standort | Kennzeichnung | Schutzstatus | Datum | Bild           |
| ----------------------- | ------------ | -------- | ------------- | ------------ | ----- | -------------- |
| Römische Ausgrabungen   |              | (Lage)   | PA00105284    | Classé       | 1912  | weitere Bilder |
| Gallo-römisches Theater |              | (Lage)   | PA00105311    | Classé       | 1990  | weitere Bilder |

## Liste der Objekte
| Bezeichnung               | Beschreibung               | Standort                       | Kennzeichnung | Schutzstatus | Datum | Bild |
| ------------------------- | -------------------------- | ------------------------------ | ------------- | ------------ | ----- | ---- |
| Glocke                    | Bronze, 1683 gegossen      | in der Kirche St-Pierre (Lage) | PM17000550    | Classé       | 1911  |      |
| Skulptur Madonna und Kind | Kalkstein, 17. Jahrhundert | im Privatbesitz                | PM17002615    | Inscrit      | 2015  |      |